# Shanabla
Shanabla, nomadsko, pastirsko arapsko pleme u Kordofanu. Shanable se u Sudanu ne spominju sve do 18. stoljeća, pa se smatra da su ovdje jedno od najmlađih plemena. Stalnog boravišta i izvora vode nemaju i neprekidno lutaju sa svojim stadima deva (Camelus Dromedarius), koza, ovaca i goveda i često ulaze i u sukobe, posebno s Nubama. U novije vrijeme neka plemena, kao Hawazma i konfederacija Dar Hamid, dopuštaju im da s njima dijele zemlju. Organizirani su u deset klanova i 42 pod-klana. Klanovi su: Awlad Hadad, Awlad Hawel, Awlad Abdalla, Awlad Nasir, Awlad Khashum, Awlad Daani, El Subeihat, Alwamra, Abu Amir i Um Braish.

## Vanjske poveznice
- Arita Baaijens, Making a Living in the Desert  Arhivirana inačica izvorne stranice od 20. srpnja 2008. (Wayback Machine)
- War in the Nuba Mountains  Arhivirana inačica izvorne stranice od 4. prosinca 2008. (Wayback Machine)